# Heiko Peschke
Heiko Peschke (Riesa, 18 settembre 1963) è un ex calciatore tedesco orientale dal 1990 tedesco, di ruolo difensore.

## Statistiche

### Cronologia presenze e reti in nazionale
| Cronologia completa delle presenze e delle reti in nazionale ― Germania Est | Cronologia completa delle presenze e delle reti in nazionale ― Germania Est | Cronologia completa delle presenze e delle reti in nazionale ― Germania Est | Cronologia completa delle presenze e delle reti in nazionale ― Germania Est | Cronologia completa delle presenze e delle reti in nazionale ― Germania Est | Cronologia completa delle presenze e delle reti in nazionale ― Germania Est | Cronologia completa delle presenze e delle reti in nazionale ― Germania Est | Cronologia completa delle presenze e delle reti in nazionale ― Germania Est |
| Data                                                                        | Città                                                                       | In casa                                                                     | Risultato                                                                   | Ospiti                                                                      | Competizione                                                                | Reti                                                                        | Note                                                                        |
| --------------------------------------------------------------------------- | --------------------------------------------------------------------------- | --------------------------------------------------------------------------- | --------------------------------------------------------------------------- | --------------------------------------------------------------------------- | --------------------------------------------------------------------------- | --------------------------------------------------------------------------- | --------------------------------------------------------------------------- |
| 28/03/1990                                                                  | Berlino                                                                     | Germania Est                                                                | 3 – 2                                                                       | Stati Uniti                                                                 | Amichevole                                                                  | -                                                                           |                                                                             |
| 11/04/1990                                                                  | Karl-Marx-Stadt                                                             | Germania Est                                                                | 2 – 0                                                                       | Egitto                                                                      | Amichevole                                                                  | -                                                                           |                                                                             |
| 25/04/1990                                                                  | Glasgow                                                                     | Scozia                                                                      | 0 – 1                                                                       | Germania Est                                                                | Amichevole                                                                  | -                                                                           |                                                                             |
| 17/05/1990                                                                  | Rio de Janeiro                                                              | Brasile                                                                     | 3 – 3                                                                       | Germania Est                                                                | Amichevole                                                                  | -                                                                           |                                                                             |
| 12/09/1990                                                                  | Bruxelles                                                                   | Belgio                                                                      | 0 – 2                                                                       | Germania Est                                                                | Amichevole                                                                  | -                                                                           |                                                                             |
| Totale                                                                      |                                                                             | Presenze                                                                    | 5                                                                           |                                                                             | Reti                                                                        | 1                                                                           |                                                                             |

## Palmarès

### Club

#### Competizioni nazionali
- Campionato tedesco di seconda divisione: 1

Bayer Uerdingen: 1991-1992

#### Competizioni internazionali
- Coppa Intertoto: 3

Carl Zeiss Jena: 1986, 1987, 1988